# Marquesado de Gracia Real de Ledesma
El marquesado de Gracia Real de Ledesma es un título nobiliario español creado el 4 de octubre de 1729 por el rey Felipe V a favor de Pedro de Castro Figueroa y Salazar.

## Marqueses de Gracia Real de Ledesma
|                       | Titular                                    | Periodo               |
| Creación por Felipe V | Creación por Felipe V                      | Creación por Felipe V |
| --------------------- | ------------------------------------------ | --------------------- |
| i                     | Pedro de Castro Figueroa y Salazar         | 1729-1741             |
| ii                    | Bernardo de Castro y Azcárraga             | 1741-1777             |
| iii                   | Pedro de Castro y Loynaz                   | 1777-1803             |
| iv                    | José María de Villarroel e Ibarrola        | 1803-1856             |
| v                     | Luis de Villarroel y Goicolea              | 1858-1893             |
| vi                    | María de la Natividad Quindós y Villarroel | 1893-1953             |
| vii                   | Mariano Arenillas y Sáinz                  | 1953-?                |
| viii                  | Ignacio Arenillas López de Chaves          | ?-1973                |
| ix                    | Mariano Arenillas de los Ríos              | 1973-actual titular   |

## Historia de los marqueses de Gracia Real de Ledesma
- Pedro de Castro Figueroa y Salazar (1685-1741), i duca della Conquista, era hijo de Jacinto de Castro y de Isabel de Salazar.

1. Casó con Bernarda de Azcárraga. Le sucedió su hijo:

- Bernardo de Castro y Azcárraga, (1718-1777), ii duca della Conquista,

1. Casó con María de la Soledad Loynaz y Bustamante. Le sucedió su hijo:

- Pedro de Castro y Loynaz, (-1803),  iii duca della Conquista. Sin descendientes. Le sucedió su sobrino:
- José María Jerónimo de Villarroel e Ibarrola, (1801-1856) i duque de la Conquista (por conversión a título del Reino del título de iv duca della Conquista), xii marqués de los Palacios, iv vizconde de la Frontera. Hijo de Francisco Villarroel y Castro, vizconde de la Frontera y de Paula Ibarrola y Gónzalez de Campos. Nieto paterno de Loreto Castro y Loynaz, hermana del iii marqués. Fue Mayordomo mayor del Rey consorte, Francisco de Asís de Borbón.

1. Casó con María Goicolea y Ariza. Le sucedió su hijo:

- Luis de Villarroel y Goicolea, (1831-1893) ii duque de la Conquista, xiii marqués de los Palacios. Le sucedió su sobrina, hija de su hermana Fernanda Villarroel y Goicolea, vizcondesa de la Frontera (fallecida en 1873) y su marido José Mariano Quindós y Tejada marqués de San Saturnino:
- María de la Natividad Quindós y Villarroel (1861-1953), iii duquesa de la Conquista, vii marquesa de San Saturnino, xiv marquesa de los Palacios, vizcondesa de la Frontera. Fue Camarera mayor de la Reina madre.

1. Casó con Francisco de Asís Arias Dávila y Matheu, conde de Cumbres Altas, hijo del conde de Puñonrostro. Sin descendientes. El título recayó en unos parientes lejanos.

- Mariano Arenillas y Sáinz

1. Casó con Agustina López de Chaves. Le sucedió su hijo:

- Ignacio Arenillas López de Chaves, miembro del Consejo privado de Don Juan de Borbón.

1. Casó con Rosario de los Ríos Claramunt. Le sucedió su hijo:

- Mariano Arenillas de Chaves y de los Ríos. ACTUAL MARQUÉS

1. Casado con Elena de la Yglesia Delgado